# Pareja en el Père Lathuille
Pareja en el Père Lathuille es un cuadro del pintor Édouard Manet, realizado en 1879, que se encuentra en el Museo de Bellas Artes de Tournai, Francia.
Realizado poco antes de su muerte, el artista estampó su firma y fecha en el trabajo en la parte inferior izquierda. La obra sería expuesta en el Salón de París al año siguiente.
En el exuberante y tranquilo jardín del restaurante Chez le Père Lathuille, ubicado en Clochy Avenue, frecuentado por Manet, un hombre joven está cortejando a una chica. Los protagonistas son Louis Gauthier Lathuille, hijo del dueño del restaurante, y Ellen Andrée, modelo sustituida posteriormente por Judith French, pariente del compositor alemán Jacques Offenbach. El trabajo se caracteriza por la suavidad del brillo y color, emblemático de numerosas obras de Manet ambientadas en cafés o restaurantes.